# Peraceae
Peraceae Klotzsch è una famiglia di piante angiosperme istituita dalla classificazione APG IV.

## Descrizione
La famiglia comprende arbusti e alberi sempreverdi.
Le foglie, alternate o più raramente opposte, picciolate, a margine intero, stipolate.
I fiori, attinomorfi, sono riuniti in infiorescenze ascellari.
Il frutto è uno schizocarpo deiscente che contiene 3 semi ellissoidali, di colore nero brillante.

## Distribuzione e habitat
La famiglia ha un areale pantropicale.
Il genere Chaetocarpus, presente in Sud America, Africa e Asia tropicale, è quello con l'areale più ampio; Pera e Pogonophora sono entrambi circoscritti all'ecozona neotropicale, 
Clutia è presente in Africa e nella penisola arabica, Trigonopleura è un endemismo  dell'arcipelago malese.

## Tassonomia
Comprende i seguenti generi, in precedenza assegnati alle Euforbiacee:
- Chaetocarpus Thwaites
- Clutia Boerh. ex L.
- Pera Mutis
- Pogonophora Miers ex Benth.
- Trigonopleura Hook.f.